# Saint-Pardoux-d'Arnet
 Saint-Pardoux-d'Arnet  là một xã thuộc tỉnh Creuse trong vùng Nouvelle-Aquitaine miền trung nước Pháp. Xã này nằm ở khu vực có độ cao trung bình mét trên mực nước biển.
Sông Tardes tạo thành phần lớn ranh giới đông nam thị trấn.